# William Moulton Marston
William Moulton Marston, noto anche con lo pseudonimo di Charles Moulton (Cliftondale, 9 maggio 1893 – Rye, 2 maggio 1947), è stato uno psicologo, inventore e fumettista statunitense, noto per essere il creatore del personaggio di Wonder Woman, della macchina della verità e della teoria DISC. Fu esponente del tardo femminismo liberale e della seconda ondata femminista.
Le sue due compagne, la moglie Elizabeth Holloway Marston, e la loro partner poliamorosa Olive Byrne, hanno influenzato l'invenzione del suo personaggio più noto.

## Biografia

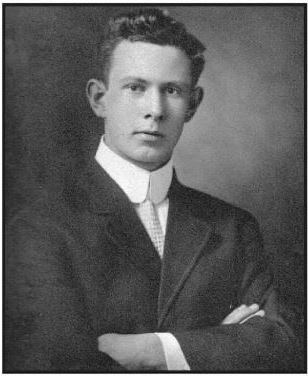
Il giovane Marston

Marston si laureò in Legge nel 1918 e nel 1921 completò un dottorato in psicologia all'Università di Harvard.
Si avvicinò al femminismo dopo aver conosciuto Emmeline Pankhurst, divenendo un teorico del femminismo liberale e poi della seconda ondata femminista egualitaria. Nel 1915, Marston aveva sposato Elizabeth Holloway, brillante studentessa e poi ricercatrice in psicologia alla Boston University, futura redattrice capo dell'Enciclopedia Britannica.
Nel 1925, alla Tufts University, nel Massachusetts, conobbe la studentessa Olive Byrne, che diverrà la sua seconda partner di vita; Byrne lo fece assistere, perché potesse studiarne la dinamica psicologica, ad alcuni riti di iniziazione della sua confraternita studentesca femminile, a sfondo sessuale, da cui Marston ricavò un interesse verso la relazione psicologica di dominazione-sottomissione e le fantasie di bondage che non lo abbandonò più e inserirà nelle sue opere. Convinse Elizabeth ad accettare una relazione di convivenza con Olive, ed ebbe figli da entrambe.

### Studi psicologici
Già al termine dei suoi studi iniziò a indagare i concetti di volontà e potere e i loro effetti sulla personalità e il comportamento umano. Studiò pure la coscienza, i colori, le emozioni primarie e i sintomi corporali. Le sue scoperte contribuirono considerevolmente al campo della psicologia.

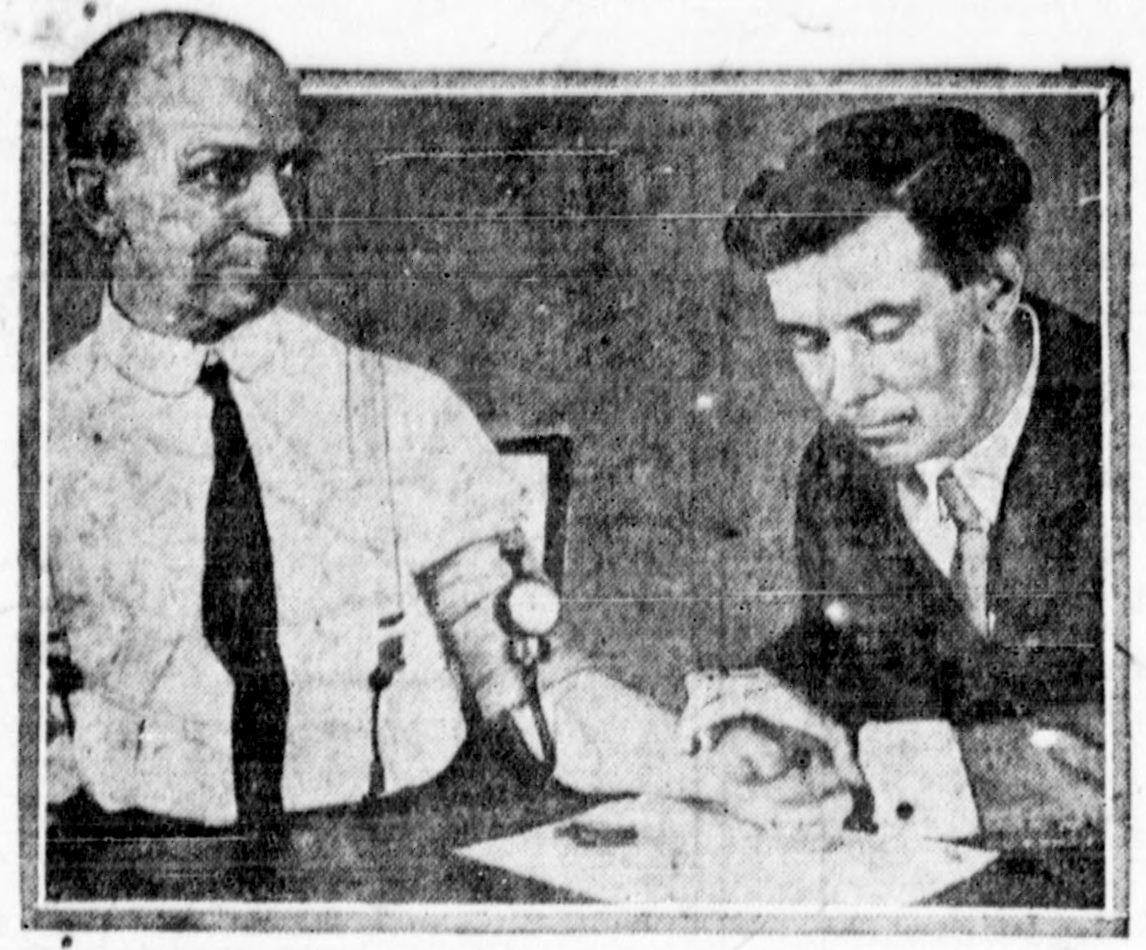
William Moulton Marston (a destra) mentre testa la macchina della verità nel 1922

Dai suoi studi di psicologia e analisi dei comportamenti sessuali, Marston formulò la convinzione che le donne fossero più oneste e affidabili degli uomini e che potessero lavorare più velocemente e con maggiore precisione. Marston sosteneva inoltre che c'è una nozione maschile di libertà che è intrinsecamente relazionalmente anarchica e aggressiva (non necessariamente fisica o sadica), e una nozione opposta femminile basata sull'"attrazione amorosa" ("love allure") che porta a uno stato ideale di sottomissione verso l'autorità amata.
Marston è accreditato come l'inventore della macchina della verità, un particolare tipo di poligrafo che misura e registra diverse caratteristiche fisiologiche di un individuo mentre il soggetto è chiamato a rispondere a una serie di domande. Marston difese a lungo la sua macchina e ne propose l'utilizzo nei tribunali. Nel 1938 pubblicò The Lie Detector Test, un libro in cui descrive l'utilizzo del dispositivo e la sua spiegazione teorica.
Marston era interessato a osservare e a studiare cosa differenzia i comportamenti nella vita quotidiana, nelle interazioni tra le persone e nei diversi contesti o ambienti. Il suo approccio era del tutto diverso rispetto a quello degli psicologi suoi contemporanei, come Jung, i quali erano focalizzati sugli aspetti "patologici" dei comportamenti.
Nel 1928 pubblicò Emotions of Normal People, nel quale elaborò la teoria DISC, secondo la quale le risposte delle persone in una particolare situazione dipendono dalla combinazione di due tipi di percezione: la percezione dell'ambiente e la percezione del Sé. Tale teoria mise in evidenza che le persone efficienti e produttive si comportano in maniera compatibile con le richieste e le aspettative dell'ambiente. Il modello comportamentale DISC formulato da Marston fu poi trasformato da John Geier in uno strumento applicativo in grado di fornire una misurazione.
Dopo aver insegnato all'Università di Washington DC e all'Università di Tufts a Medford Massachusetts, nel 1929 Marston lavorò agli Universal Studios in California come Direttore dei Servizi Pubblici.

### Wonder Woman
(Marston sulla creazione di Wonder Woman)

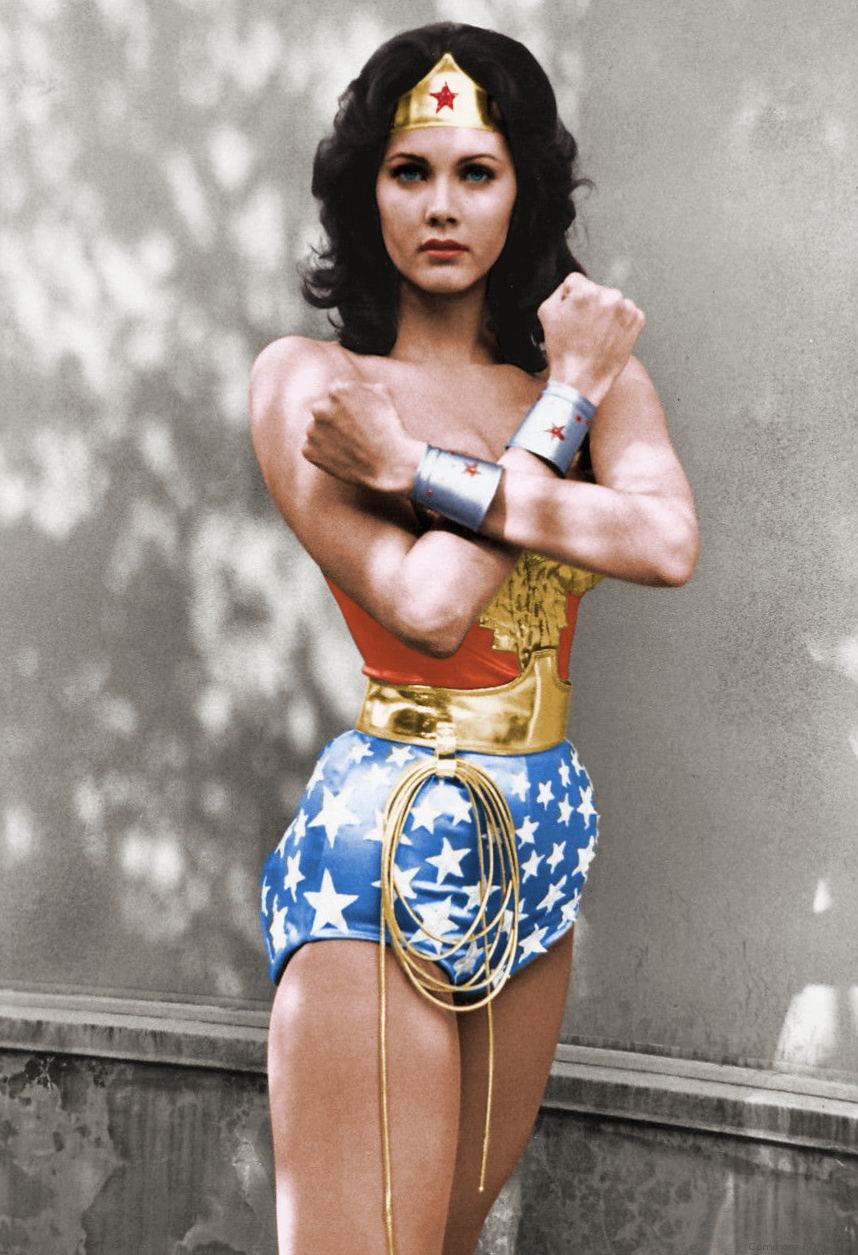
Wonder Woman interpretata da Lynda Carter, nel 1976

Nel 1941, con l'apporto della moglie, della compagna e del disegnatore Harry G. Peters, Marston ideò il personaggio di Wonder Woman.
La casa editrice che sarebbe diventata la DC Comics incaricò Marston di analizzare la propria produzione di fumetti al fine di proporre dei suggerimenti per il suo miglioramento. Marston, ispirato da un'affermazione della moglie Elizabeth, fece notare che nelle storie prodotte mancavano protagonisti femminili e, insieme al disegnatore Peters, crearono quindi il personaggio di Wonder Woman nel dicembre 1941. In quanto femminista, Marston asserì che creò il personaggio per dare un simbolo alle donne, un modello che fosse in grado di portare avanti con forza le loro idee e il loro mondo:
(William Moulton Marston)

### Ultimi anni
Morì a 53 anni di cancro alla pelle il 2 maggio 1947 a Rye, New York. Dopo la sua morte, anche per una promessa a lui fatta, Elizabeth e Olive continueranno a convivere, crescendo i loro figli come una famiglia, fino al 1985, anno della morte di Olive, benché secondo una delle nipoti non ci fosse una reale relazione sessuale fra loro due ma solo una relazione contemporanea di entrambe con Marston. Elizabeth morirà nel 1993, all'età di cento anni.

## Opere
- "Systolic blood pressure symptoms of deception and constituent mental states." (Università Harvard, 1921) (doctoral dissertation)
- (1999; originally published 1928) Emotions of Normal People. Taylor & Francis Ltd. ISBN 0-415-21076-3
- (1930) Walter B. Pitkin & William M. Marston, The Art of Sound Pictures. New York: Appleton.
- (1931) ''Integrative Psychology: A Study of Unit Response (with C. Daly King, and Elizabeth Holloway Marston).
- (c. 1932) Venus with us; a tale of the Caesar. New York: Sears.
- (1936) You can be popular. New York: Home Institute.
- (1937) Try living. New York: Crowell.
- (1938) The lie detector test. New York: Smith.
- (1941) March on! Facing life with courage. New York: Doubleday, Doran.
- (1943) F.F. Proctor, vaudeville pioneer (with J.H. Feller). New York: Smith.

Journal articles
- (1917) "Systolic blood pressure symptoms of deception." Journal of Experimental Psychology, Vol 2(2), 117–163.
- (1920) "Reaction time symptoms of deception." Journal of Experimental Psychology, 3, 72–87.
- (1921) "Psychological Possibilities in the Deception Tests." Journal of Criminal Law & Criminology, 11, 551–570.
- (1923) "Sex Characteristics of Systolic Blood Pressure Behavior." Journal of Experimental Psychology, 6, 387–419.
- (1924) "Studies in Testimony." Journal of Criminal Law & Criminology, 15, 5–31.
- (1924) "A Theory of Emotions and Affection Based Upon Systolic Blood Pressure Studies." American Journal of Psychology, 35, 469–506.
- (1925) "Negative type reaction-time symptoms of deception." Psychological Review, 32, 241–247.
- (1926) "The psychonic theory of consciousness." Journal of Abnormal and Social Psychology, 21, 161–169.
- (1927) "Primary emotions." Psychological Review, 34, 336–363.
- (1927) "Consciousness, motation, and emotion." Psyche, 29, 40–52.
- (1927) "Primary colors and primary emotions." Psyche, 30, 4–33.
- (1927) "Motor consciousness as a basis for emotion." Journal of Abnormal and Social Psychology, 22, 140–150.
- (1928) "Materialism, vitalism and psychology." Psyche, 8, 15–34.
- (1929) "Bodily symptoms of elementary emotions." Psyche, 10, 70–86.
- (1929) "The psychonic theory of consciousness—an experimental study," (with C.D. King). Psyche, 9, 39–5.
- (1938) "'You might as well enjoy it.'" Rotarian, 53, No. 3, 22–25.
- (1938) "What people are for." Rotarian, 53, No. 2, 8–10.
- (1944) "Why 100,000,000 Americans read comics." The American Scholar, 13 (1), 35–44.
- (1944) "Women can out-think men!" Ladies Home Journal, 61 (May), 4–5.
- (1947) "Lie detection's bodily basis and test procedures," in: P.L. Harriman (Ed.), Encyclopedia of Psychology, New York, 354–363.
- Articles "Consciousness," "Defense mechanisms," and "Synapse" in the 1929 edition of the Encyclopædia Britannica.

## Filmografia
Marston appare anche come sceneggiatore in alcuni film fin dagli anni dieci del Novecento. Il suo nome appare nei credit di film e serie tv, video, telefilm.
- Love in an Apartment Hotel
- Jack Kennard, Coward, regia di Raoul Barré (1915)
- Wonder Woman: Who's Afraid of Diana Prince? (tv), regia di Leslie H. Martinson (1967)

Inoltre, molti film e serie vennero realizzate dai fumetti di Wonder Woman.

### Film biografici su Marston
- Professor Marston and the Wonder Women, regia di Angela Robinson (2017)

## Premi e riconoscimenti
Dal 2006 è entrato a far parte della Comic Book Hall of Fame dell'Eisner Award.